# Убивство честі
Убивство честі — убивство жінки (дівчини), вчинене її родичами-чоловіками за накликане на сім'ю «безчестя». «Вбивства честі» найчастіше пов'язані з релігією, кастою, сексуальністю, та іншими формами ієрархічної соціальної стратифікації. Під «безчестям» часто розуміють табуйовані в даній культурі дії сексуального характеру (подружня зрада, дошлюбний секс, негетеросексуальність); порушення релігійних правил або ж відмову від релігії; жертву зґвалтування теж можуть вбити «заради честі» якщо є підозра, що вона недостатньо чинила опір насильству.
За оцінками Фонду народонаселення ООН, у світі щорічно відбувається до 5 тис. убивств честі. Існує думка, що останнім часом дедалі більше країн посилюють покарання за цей злочин, однак це не підтверджено фактами.

## Визначення
Правозахисна організація «Human Rights Watch» подає таке визначення вбивства честі:
Убивства честі — це акти насильства, зазвичай вбивства, скоєні членами родини чоловічої статі проти членів родини жіночої статі, які, на їхню думку, накликали на сім'ю безчестя.
Багато «вбивств честі» у мусульманському середовищі відбуваються за участю жінок, причому з-поміж виконавиць іноді буває не лише свекруха, а й мати жертви. Проте «Human Rights Watch» свідомо використовує саме таке формулювання, постулюючи, що всі жінки, які беруть участь в «вбивствах честі», роблять це з примусу, і самі не схвалюють подібних розправ. Крім цього, до «вбивств честі» залучають неповнолітніх хлопчиків, які, у випадку розслідування і судового процесу, отримають легше покарання, порівняно з дорослими чоловіками.
У Пакистані близько 1000 жінок гинуть щороку від «убивств за честь», утім справжня цифра імовірно в декілька разів вища.

## Жертви убивств честі
- Канділ Балоч — пакистанська блогерка, співачка та акторка, яку у 2016 році задушив її рідний брат.
- Турсуной Саідазімова — узбецька акторка та співачка, вбита чоловіком в 1928 році.
- Нурхон Юлдашходжаєва — узбецька танцюристка, вбита своїм братом.